# St. Mary's School (Mumbai)
La St. Mary's School è una scuola secondaria della compagnia di Gesù, situata nella Nesbit Road, Mazagaon, nella città di Bombay, India.

## Storia
La St. Mary's School venne fondata nel 1864 da alcuni gesuiti, un ordine religioso della chiesa cattolica fondato da Ignazio di Loyola nel 1540; la scuola fungeva inizialmente da orfanotrofio cattolico militare.
Il complesso comprende quattro edifici in stile gotico e è divisa in due sezioni, "Senior Section" e "Junior Section"; vi sono inoltre due campi da calcio, cricket e hockey, un auditorium, due palestre ed un campo da basket.

## Motto
Il motto della scuola è Immaculata, letteralmente "immacolata", con riferimento all'Immacolata Concezione.